# 第10特科連隊
第10特科連隊（だいじゅうとっかれんたい、JGSDF 10th Artillery Regiment）は、陸上自衛隊豊川駐屯地（愛知県豊川市）に駐屯していた第10師団隷下の野戦特科部隊で2024年（令和06年）3月20日に廃止され、中部方面特科連隊第2特科大隊に改編された。

## 概要
三河警備隊区（愛知県東部の三河地方18市町村）の防衛警備・災害派遣を担当し、静岡県西部を災害時緊急赴援地域としている。連隊長は1等陸佐（二）が充てられ、豊川駐屯地司令を兼務していた。なお連隊長は、担当隊区が旧国名の三河地域とほぼ重なり、国衙（こくが）があったとされる愛知県豊川市に駐屯していることから、別名「三河守（みかわのかみ）」と呼ばれる事があった。
かつては本州唯一の完全編成（火砲60門）の特科連隊であったが、2014年（平成26年）3月の師団改編（即応予備自衛官訓練の終了）により5個大隊から3個大隊に縮小改編された。

## 沿革
- 1957年（昭和32年）
  - 2月1日：第3管区総監直轄部隊として第10特科連隊（3個大隊基幹）が姫路駐屯地において編成完結。

※編成：連隊本部、本部中隊、第1大隊（軽砲）、第2大隊（中砲）、第3大隊（高射）
- 3月5日：第10特科連隊が姫路駐屯地から大久保駐屯地に移駐。

- 1958年（昭和33年）6月26日：第10特科連隊が新編された第10混成団に編入。
- 1960年（昭和35年）3月21日：第10特科連隊が大久保駐屯地から豊川駐屯地に移駐[1]。第10特科連隊長が豊川駐屯地司令に職務指定[2]。
- 1962年（昭和37年）1月18日：第2大隊を第5大隊に、第3大隊を第6大隊に改編。新たに第2大隊、第3大隊を新編。第10師団に隷属。

※編成：連隊本部、本部中隊、第1大隊（軽砲）、第2大隊（軽砲）、第3大隊（軽砲）、第5大隊（中砲）、第6大隊（高射）
- 1976年（昭和51年）3月25日：35mm2連装高射機関砲 L-90の配備に伴い、第6大隊を改編。
- 1988年（昭和63年）3月25日：連隊改編。

1. 本部中隊情報小隊が情報中隊に改編。
2. 第5大隊が155mmりゅう弾砲 FH70を装備。

- 1991年（平成03年）3月29日：第6大隊が第10高射特科大隊として分離独立し、師団直轄となる。
- 1996年（平成08年）3月29日：全大隊に155mmりゅう弾砲（FH70）が配備完了。
- 2004年（平成16年）3月27日：部隊改編。

1. 第4大隊および第5大隊第12射撃中隊をコア部隊として編成。
2. 後方支援体制変換に伴い、整備部門を第10後方支援連隊第2整備大隊へ移管。

- 2014年（平成26年）3月26日：第10師団の即応近代化改編（即自訓練終了）に伴い、第4大隊・第5大隊を廃止[3]。155mmりゅう弾砲（FH70）が60門から30門に削減。
- 2024年（令和06年）
  - 3月13日：連隊旗返還式を挙行[4][5]。
  - 3月20日：第10特科連隊（豊川駐屯地）が廃止され[6]、中部方面特科連隊第2特科大隊に再編。

## 廃止時の部隊編成
- 第10特科連隊本部
- 第10特科連隊本部中隊「10特-本」：82式指揮通信車、中型セミトレーラ、油圧ショベル
- 情報中隊「10特-情」：対砲レーダ装置 JTPS-P16、対迫レーダ装置 JMPQ-P13
- 第1特科大隊
  - 第1特科大隊本部
  - 本部管理中隊「10特-1-本」：82式指揮通信車
  - 第1射撃中隊「10特-1-1」：155mmりゅう弾砲 FH70、中砲けん引車
  - 第2射撃中隊「10特-1-2」：155mmりゅう弾砲 FH70、中砲けん引車
- 第2特科大隊
  - 第2特科大隊本部
  - 本部管理中隊「10特-2-本」：82式指揮通信車
  - 第3射撃中隊「10特-2-3」：155mmりゅう弾砲 FH70、中砲けん引車
  - 第4射撃中隊「10特-2-4」：155mmりゅう弾砲 FH70、中砲けん引車
- 第3特科大隊
  - 第3特科大隊本部
  - 本部管理中隊「10特-3-本」：82式指揮通信車
  - 第5射撃中隊「10特-3-5」：155mmりゅう弾砲 FH70、中砲けん引車
  - 第6射撃中隊「10特-3-6」：155mmりゅう弾砲 FH70、中砲けん引車

## 整備支援部隊
- 第10後方支援連隊第2整備大隊特科直接支援中隊「10後支-2整-特」（豊川駐屯地）：2004年（平成16年）3月27日から2024年（令和6年）3月20日の間。

## 歴代連隊長
| 代 | 氏名       | 在任期間               | 出身校・期          | 前職                                          | 後職                                         | 備考                          |
| -- | ---------- | ---------------------- | ------------------- | --------------------------------------------- | -------------------------------------------- | ----------------------------- |
| 01 | 廣瀬榮一   | 1957.2.1 - 1958.5.1    | 陸士43期・ 陸大52期 | 第3特科連隊付                                 | 北部方面総監部幕僚長                         | 元幹部学校長 廣瀬清一陸将の父 |
| 02 | 原木敏雄   | 1958.5.2 - 1959.7.31   | 陸士46期・ 陸大58期 | 陸上幕僚監部第1部総括班長                     | 陸上自衛隊富士学校企画室長                   |                               |
| 03 | 高橋義彦   | 1959.8.1 - 1962.7.31   | 陸士47期            | 陸上自衛隊幹部学校教官                        | 自衛隊愛知地方連絡部長                       | 移駐・改編                    |
| 04 | 篠田寿彦   | 1962.8.1 - 1964.7.15   | 陸士48期            | 陸上幕僚監部第4部後方計画班長                 | 第6師団司令部幕僚長                          |                               |
| 05 | 馬來祥介   | 1964.7.16 - 1966.7.15  | 陸士53期            | 陸上幕僚監部第4部後方計画班長                 | 陸上自衛隊幹部学校研究員                     | 初代第1大隊長                 |
| 06 | 加藤謙二   | 1966.7.16 - 1968.7.15  | 陸士51期            | 陸上幕僚監部総務課文書班長                    | 相馬原駐とん地業務隊長                       | 隊歌制定                      |
| 07 | 安岡幸吉   | 1968.7.16 - 1970.3.15  | 陸士56期            | 自衛隊滋賀地方連絡部長                        | 陸上幕僚監部第1部業務班長                    |                               |
| 08 | 石原常保   | 1970.3.16 - 1972.3.15  | 陸士56期            | 陸上幕僚監部第5部教材班長                     | 陸上幕僚監部幕僚庶務室研究班長               | 市中パレード                  |
| 09 | 菊本齊     | 1972.3.16 - 1974.3.15  | 陸士58期            | 第3師団司令部第3部長                          | 中部方面総監部第2部長                        |                               |
| 10 | 近藤俊彦   | 1974.3.16 - 1975.7.15  | 陸士60期            | 統合幕僚会議事務局第3幕僚室                   | 中部方面総監部第1部長                        |                               |
| 11 | 平岡浩實   | 1975.7.16 - 1977.3.15  | 海兵75期            | 陸上幕僚監部幕僚庶務室運用解析班長            | 第9師団司令部幕僚長                          |                               |
| 12 | 松井謙二郎 | 1977.3.16 - 1979.3.15  | 海兵76期            | 陸上自衛隊幹部学校研究員                      | 陸上自衛隊少年工科学校副校長 兼 同校企画室長 |                               |
| 13 | 合原博見   | 1979.3.16 - 1980.6.31  | 九州大学 昭和28年卒 | 陸上幕僚監部調査部付                          | 自衛隊熊本地方連絡部長                       |                               |
| 14 | 佐藤十郎   | 1980.7.1 - 1982.8.1    | 防大1期             | 北部方面総監部防衛部訓練課長                  | 陸上自衛隊幹部学校学校教官                   |                               |
| 15 | 松友正隆   | 1982.8.2 - 1984.7.31   | 防大1期             | 東北方面総監部調査部調査課長                  | 陸上自衛隊幹部学校研究員                     |                               |
| 16 | 永井博     | 1984.8.1 - 1986.7.31   | 防大3期             | 陸上自衛隊幹部学校主任研究開発官              | 陸上自衛隊幹部学校学校教官                   |                               |
| 17 | 樋山周造   | 1986.8.1 - 1988.3.15   | 生徒3期・ 防大8期   | 陸上自衛隊幹部学校研究員                      | 陸上幕僚監部調査部調査第2課長                | 30周年･改編                   |
| 18 | 瀬戸熊矗   | 1988.3.16 - 1990.3.31  | 防大8期             | 西部方面総監部防衛部訓練課長                  | 自衛隊和歌山地方連絡部長                     |                               |
| 19 | 清水蔦男   | 1990.4.1 - 1992.3.31   | 防大10期            | 北部方面総監部防衛部訓練課長                  | 自衛隊三重地方連絡部長                       | 改編                          |
| 20 | 高橋饒     | 1992.4.1 - 1994.7.31   | 防大11期            | 東部方面総監部人事部厚生課長                  | 陸上自衛隊幹部学校主任研究開発官             |                               |
| 21 | 山崎召三   | 1994.8.1 - 1996.12.15  | 防大12期            | 自衛隊愛媛地方連絡部長                        | 第1師団司令部幕僚長                          |                               |
| 22 | 坂本恒雄   | 1996.12.16 - 1998.6.29 | 防大16期            | 西部方面総監部防衛部防衛課長                  | 自衛隊佐賀地方連絡部長                       | 元第1大隊長                   |
| 23 | 君塚栄治   | 1998.6.30 - 1999.12.9  | 防大20期            | 陸上幕僚監部教育訓練部訓練課演習班長          | 陸上幕僚監部防衛部防衛課長                   |                               |
| 24 | 野末紀明   | 1999.12.10 - 2002.3.21 | 生徒16期・ 防大21期 | 陸上幕僚監部防衛部研究課総括班長              | 陸上自衛隊幹部学校主任教官                   |                               |
| 25 | 向坊誠     | 2002.3.22 - 2003.12.4  | 防大23期            | 陸上幕僚監部教育訓練部教育課学校第1班長       | 情報本部                                     |                               |
| 26 | 永井昌弘   | 2003.12.5 - 2005.12.4  | 防大25期            | 陸上幕僚監部人事部人事計画課企画班長          | 中部方面総監部防衛部長                       | 改編                          |
| 27 | 藤田穣     | 2005.12.5 - 2008.3.31  | 生徒20期・ 防大25期 | 陸上自衛隊研究本部主任研究開発官              | 自衛隊三重地方協力本部長                     | 50周年                        |
| 28 | 權藤三千蔵 | 2008.4.1 - 2009.11.30  | 防大29期            | 陸上幕僚監部装備部開発課総括班長              | 陸上自衛隊研究本部主任研究開発官             |                               |
| 29 | 岡本浩     | 2009.12.1 - 2011.7.31  | 防大31期            | 陸上幕僚監部人事部募集・援護課総括班長        | 東北方面総監部人事部長                       |                               |
| 30 | 山根寿一   | 2011.8.1 - 2012.7.25   | 防大33期            | 陸上幕僚監部防衛部防衛課防衛班長              | 陸上幕僚監部装備部装備計画課長               |                               |
| 31 | 福元洋一   | 2012.7.26 - 2014.8.4   | 防大33期            | 統合幕僚監部総括副報道官                      | 陸上自衛隊研究本部主任研究開発官             | 4大・5大廃止                  |
| 32 | 上田俊博   | 2014.8.5 - 2016.7.31   | 東海大学 平成4年卒  | 陸上幕僚監部監理部総務課企画班長              | 陸上自衛隊富士学校特科部教育課長             |                               |
| 33 | 伊藤久史   | 2016.8.1 - 2019.3.31   | 防大39期            | 陸上幕僚監部教育訓練部教育訓練計画課 制度班長 | 陸上自衛隊富士学校特科部教育課長             |                               |
| 34 | 中村雄久   | 2019.4.1 - 2020.8.24   | 防大41期            | 陸上幕僚監部装備計画部装備計画課 企画班長     | 陸上幕僚監部人事教育部 人事教育計画課長      |                               |
| 35 | 矢野秀樹   | 2020.8.25 - 2022.11.30 | 防大41期            | 陸上幕僚監部人事教育部募集・援護課 援護班長   | 陸上自衛隊教育訓練研究本部主任教官           |                               |
| 末 | 與藤公彦   | 2022.12.1 - 2024.3.20  | 防大43期            | 陸上自衛隊富士学校主任教官                    | 陸上総隊司令部報道官                         | 部隊廃止                      |

## 主要装備
- 155mmりゅう弾砲 FH70
- 中砲けん引車
- 対砲レーダ装置 JTPS-P16
- 対迫レーダ装置 JMPQ-P13
- 82式指揮通信車
- 1/2tトラック / 73式小型トラック
- 1 1/2tトラック / 73式中型トラック
- 3 1/2tトラック / 73式大型トラック
- 中型セミトレーラ
- 油圧ショベル
- 91式携帯地対空誘導弾
- 110mm個人携帯対戦車弾
- 12.7mm重機関銃
- 89式5.56mm小銃

## 災害派遣
- 昭和34年9月26日 - 12月10日：伊勢湾台風
- 昭和37年7月2日 - 7日：三河地方集中豪雨
- 昭和38年1月23日 - 2月18日：北陸豪雪（昭和38年1月豪雪）
- 昭和40年3月10日：渥美郡赤羽根町山林火災
- 昭和41年10月12日 - 13日：東三河集中豪雨
- 昭和43年8月20日 - 10月4日：飛騨川バス転落事故
- 昭和46年8月31日 - 9月6日：台風23号（岡崎市、宝飯郡御津町）
- 昭和47年7月13日 - 28日：47.7豪雨（西加茂郡小原村・藤岡村）
- 昭和49年7月：静岡西部集中豪雨（昭和49年台風第8号：七夕豪雨）
- 昭和51年9月11日 - 15日：51.9濃尾集中豪雨（昭和51年台風第17号）
- 昭和56年1月8日 - 20日：五六豪雪
- 昭和57年2月25日：豊川市平尾地区山林火災
- 昭和59年3月30日 - 31日：南設楽郡鳳来町山林火災
- 平成5年2月15日：鳳来町山林火災
- 平成7年1月17日 - 4月27日：兵庫県南部地震
- 平成8年3月：渥美郡渥美町大山山林火災
- 平成8年4月14日：新城市林野火災
- 平成9年1月：ナホトカ号重油流出事故
- 平成9年1月24日：民間ヘリ捜索（岡崎市）
- 平成12年9月：東海豪雨
- 平成16年9月：三重県多気郡宮川村豪雨
- 平成16年10月：新潟県中越地震
- 平成18年8月：広島県送水トンネル崩落事故
- 平成19年7月：新潟県中越沖地震
- 平成20年8月29日 -  30日：平成20年8月末豪雨（岡崎市・額田郡幸田町）
- 平成23年3月11日 - 5月27日：2011年東北地方太平洋沖地震

## 国際貢献
- 平成4年9月11日 - 平成5年4月14日：カンボジア国際平和協力業務（第1次）
- 平成15年3月 - 10月：東ティモール国際平和協力業務（第3次）
- 平成17年2月5日 - 6月5日：イラク人道復興支援活動（第5次）
- 平成18年6月1日 - 21日：ジャワ島中部地震国際緊急援助活動
- 平成23年8月-：ゴラン高原派遣輸送隊（第32次）

## 民生協力
- 昭和37年10月20日 - 21日：豊橋まつり支援
- 昭和38年4月5日 - 21日：豊川まつり支援
- 昭和39年7月13日 - 11月7日：1964年東京オリンピック支援
- 昭和41年7月1日：岡崎市制50周年記念行事支援
- 昭和52年7月23日 - 30日：海洋少年団全国大会支援
- 昭和53年7月24日：第７回日本ジャンボリー大会支援
- 平成元年5月：おいでん祭支援
- 平成6年10月29日 - 11月3日：第49回国民体育大会（わかしゃち国体）支援
- 平成16年11月：設楽町商工会「商工感謝祭」支援
- 平成18年11月：岡崎秋の市民まつり支援

## 廃止（改編）部隊
- 1962年（昭和37年）1月18日廃止
  - 第10特科連隊第2大隊：第5大隊（全般支援大隊）に改編。
  - 第10特科連隊第3大隊：第6大隊（高射大隊）に改編。
- 1988年（昭和63年）3月25日廃止
  - 第10特科連隊本部中隊情報小隊「10特-本」（豊川駐屯地）：情報中隊に改編。
- 1991年（平成03年）3月29日廃止
  - 第10特科連隊第6特科大隊「10特-6-本」（豊川駐屯地）：師団直轄の第10高射特科大隊に改編。
- 2014年（平成26年）3月26日廃止
  - 第10特科連隊第4特科大隊「10特-4-本」（豊川駐屯地）：
  - 第10特科連隊第5特科大隊「10特-5-本」（豊川駐屯地）：